# 湯本町 (神奈川県)
湯本町（ゆもとまち）は、神奈川県の西部、足柄下郡に属していた町。現在の箱根町須雲川、塔之澤、畑宿、湯本、湯本茶屋にあたる。
箱根湯本温泉で知られた。

## 地理
神奈川県の西に位置し、北に早川、南に須雲川が位置し、須雲川沿いに旧東海道が位置する。市街地および温泉街が箱根湯本駅周辺に集中している。
- 山：白銀山、文庫山、下二子山、鷹巣山、浅間山、城山、湯坂山、塔ノ峰
- 河川：早川、須雲川

## 歴史
- 1888年（明治21年）10月1日 - 小田原馬車鉄道軌道線（後の箱根登山鉄道小田原市内線）が湯本へ乗り入れ。
- 1889年（明治22年）4月1日 - 町村制の施行により、足柄下郡須雲川村、塔之澤村、畑宿村、湯本村、湯本茶屋村の区域をもって、湯本村が成立。
- 1919年（大正8年）6月1日 - 小田原電気鉄道鉄道線（現・小田急箱根鉄道線）箱根湯本駅が開業。
- 1927年（昭和2年）10月1日 - 町制施行し湯本町となる。
- 1936年（昭和11年）2月1日 - 町域の一部が富士箱根国立公園（現・富士箱根伊豆国立公園）となる。
- 1956年（昭和31年）9月30日 - 足柄下郡湯本町、温泉村、宮城野村、仙石原村と新設合併し、改めて箱根町が発足。同日湯本町廃止。

## 町長
- 石村幸作

## 交通

### 鉄道路線
- 箱根登山鉄道
  - 鉄道線：箱根湯本駅 - 塔ノ沢駅

### 道路
- 一級国道1号
- 旧東海道 - 現在の神奈川県道732号湯本元箱根線

## 名所・旧跡・観光スポット・祭事・催事
- 富士箱根伊豆国立公園
- 箱根旧街道
- 箱根湯本温泉
- 塔ノ沢温泉